# Aeroportul Balurghat
Aeroportul Balurghat (IATA: RGH, ICAO: VEBG) este un aeroport din Balurghat⁠(d), Balurghat subdivision⁠(d), Dakshin Dinajpur district⁠(d), Malda division⁠(d), Bengalul de Vest, India.
Situat la o altitudine de 24 m, aeroportul dispune de o singură pistă. Este operat de Airports Authority of India⁠(d).